# 重修大明曆
《重修大明曆》是中国古代曆法，金朝赵知微制订。
天会五年（1127年），司天杨级造《大明历》，后来曆法出現偏誤，金世宗遂命司天监赵知微重修《大明历》，大定十一年（1171年）历成。赵知微重修在计算太阳活动中已经用到等间距三次差的内插法。又计算日食三限（初亏、食甚、复圆）中间已经用到的几何方法。《重修大明曆》从大定二十年（1180年）开始使用一直到元世祖至元十七年（1280年）被《授时曆》取代为止，正好使用了100年。
1太陽年=365.24359445日（歲實）、1朔望月=29.53059273日（朔策）。一近點月=29.55460929日，一交點月=27.21222500日。